# Leptogaster hirtipes
Leptogaster hirtipes là một loài ruồi trong họ Asilidae. Leptogaster hirtipes được Coquillett miêu tả năm 1904. Loài này phân bố ở vùng Tân Bắc giới.